# Argiope argentata
Espèce
Synonymes
- Aranea argentata Fabricius, 1775
- Aranea mammeata De Geer, 1778
- Argyopes fenestrinus C. L. Koch, 1838
- Epeira amictoria Walckenaer, 1841
- Plectana sloanii Walckenaer, 1841
- Epeira gracilis Keyserling, 1865
- Argiope carinata L. Koch, 1871
- Argyopes maronicus Taczanowski, 1873
- Argyopes subtilis Taczanowski, 1873
- Argyopes hirtus Taczanowski, 1879
- Argiope waughi Simon, 1896
- Gea panamensis Chamberlin, 1917
- Argiope argyrea Badcock, 1932
- Argiope cuyunii Hingston, 1932
- Argiope filiargentata Hingston, 1932
- Argiope filinfracta Hingston, 1932
- Aranea gracilenta Roewer, 1942
- Argiope indistincta Mello-Leitão, 1944

Argiope argentata est une espèce d'araignées aranéomorphes de la famille des Araneidae. En français elle est communément appelée Argiope argentée.

## Distribution
Cette espèce se rencontre en Amérique du sud des États-Unis, en Californie, en Arizona, au Texas et en Floride, au nord de l'Argentine y compris aux Antilles, et en Guyane. Elle fait donc partie de la faune française d' Outre-Mer.

## Habitat
Cette espèce d'araignée vit dans les milieux secs ouverts.

## Description

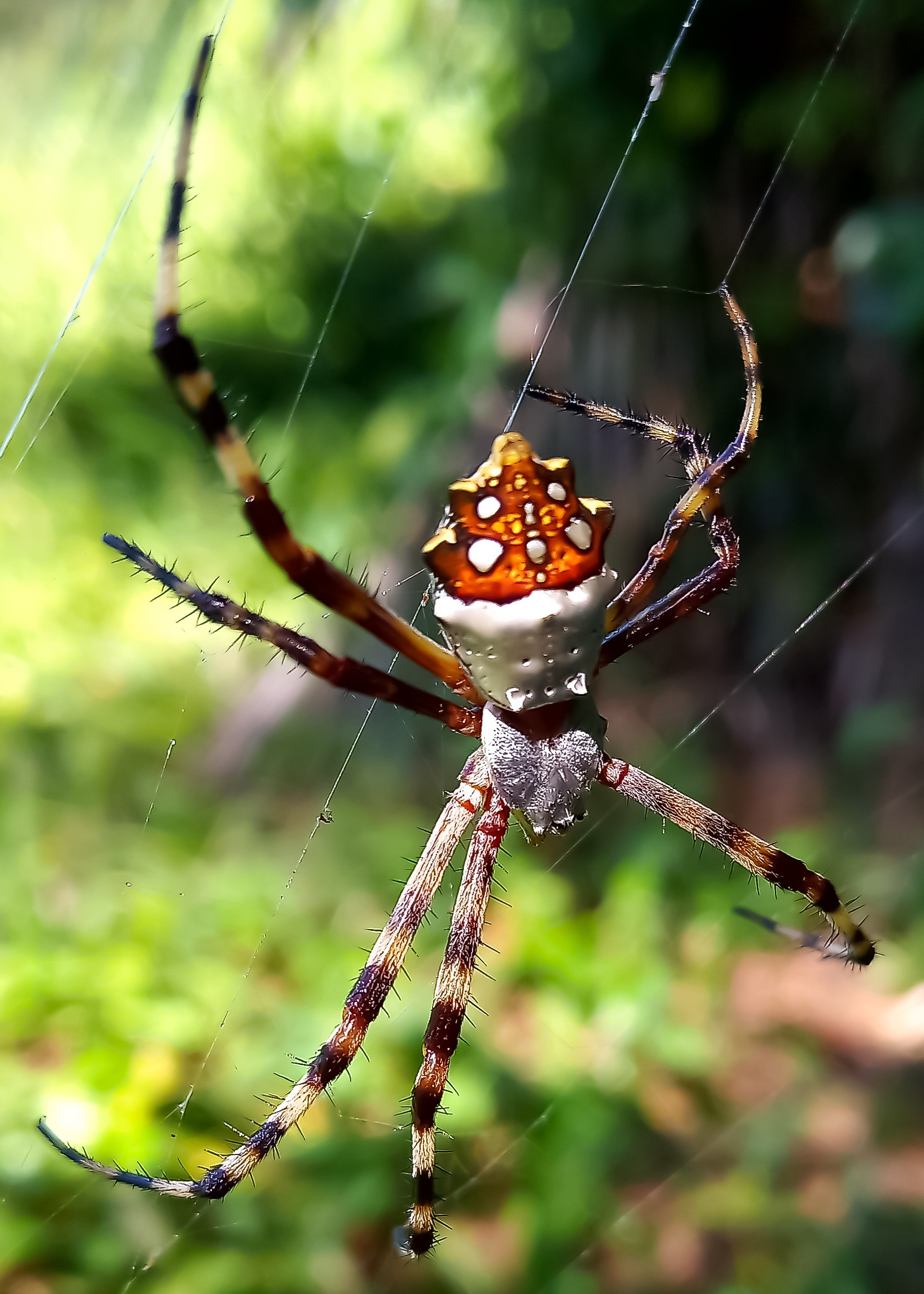
Femelle.

L'Argiope argentata présente un dimorphisme sexuel important. Les mâles mesurent de 2,8 à 5,2 mm et les femelles de 6,2 à 18,8 mm.
Argiope argentata femelle est remarquable avec la couleur argentée de son céphalothorax et les taches jaunes et noires qui ornent ses pattes et l'extrémité de son abdomen.

## Comportement

### Toile
Elle construit une grande toile géométrique à 50-100 cm du sol. 

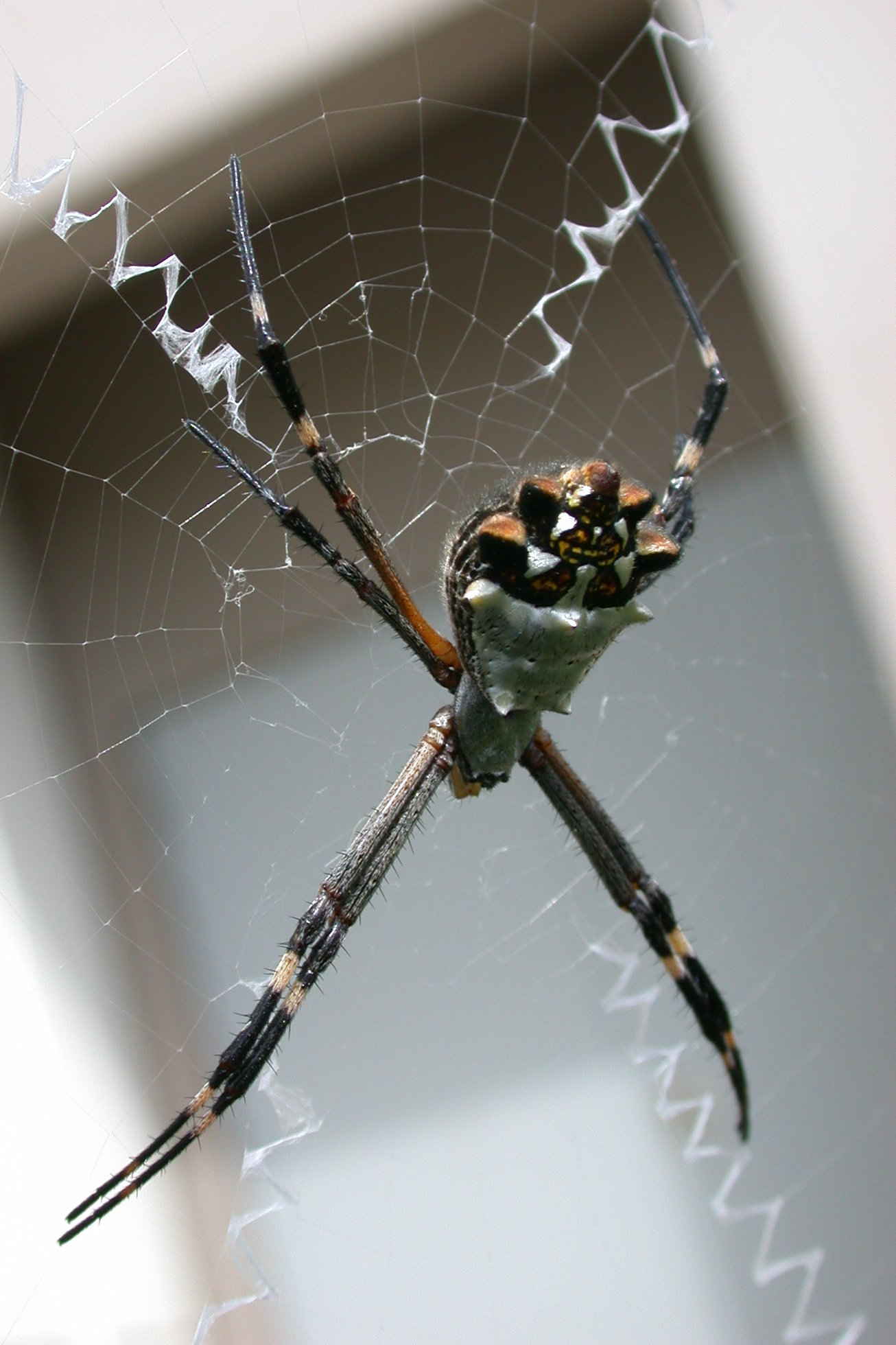
Vue dorsale
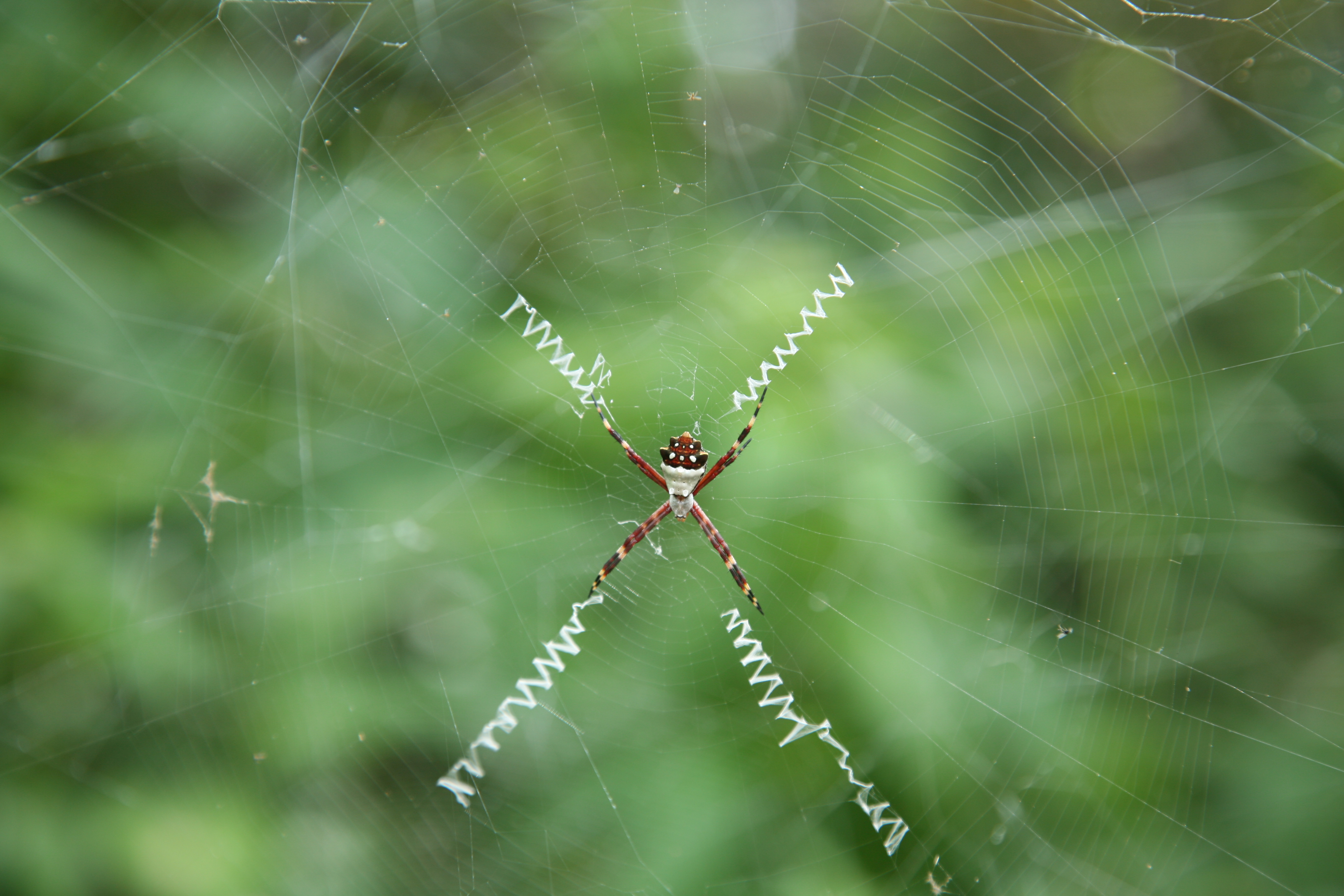
Toile d'Argiope argentée avec quatre stabilisateurs.

### Alimentation
L'argiope argentée nourrit principalement d'insectes comme les mouches, les papillons et autres volants qui viennent d'emprisonner dans sa toile. On peut parfois aussi y voir de petites libellules.

### Reproduction

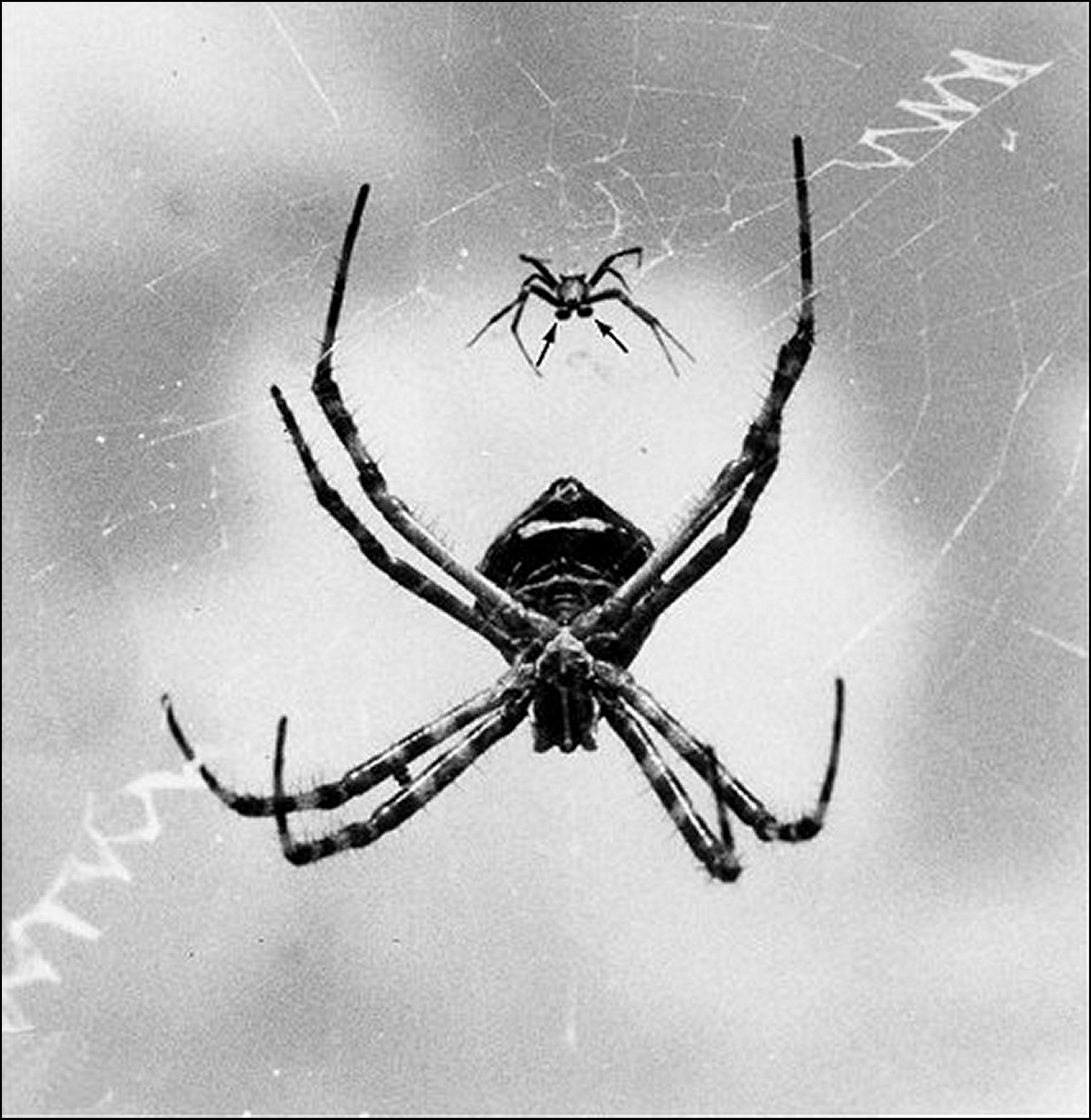
Couple dArgiope argentata sur la toile de la femelle (en vue ventrale). Le mâle "pygmée" montre ses bulbes copulateurs (flèches). La toile est pourvue d'un stabilimentum.

Pendant la phase de reproduction, les femelles argiope argentata peuvent généralement être trouvées près du centre de leurs toiles, souvent accompagnée d'un mâle plus petit. Recherchez ces paires dans des endroits stables et non perturbés où la femelle a installé sa toile.

## Publication originale
- Fabricius, 1775  : Systema entomologiae, sistens insectorum classes, ordines, genera, species, adiectis, synonymis, locis descriptionibus observationibus. Flensburg and Lipsiae, p. 1-832.